# Чемпіонат світу з хокею із шайбою 2007
Чемпіонат світу з хокею із шайбою 2007 — 71-й чемпіонат світу з хокею із шайбою, який проходив в період з 27 квітня по 13 травня 2007 року в російських містах Москва та Митищі.

## Арени чемпіонату
| Москва                     | Митищі                         |
| -------------------------- | ------------------------------ |
| «Ходинка» Глядачів: 14,500 | «Арена Митищі» Глядачів: 9,000 |
| «Ходинка»                  | «Арена Митищі»                 |

## Команди-учасниці
| Група A                                | Група B                            | Група C                                      | Група D                               |
| -------------------------------------- | ---------------------------------- | -------------------------------------------- | ------------------------------------- |
| - Швеція - Швейцарія - Латвія - Італія | - Чехія - Білорусь - США - Австрія | - Канада - Словаччина - Норвегія - Німеччина | - Фінляндія - Росія - Україна - Данія |

## Регламент змагань
Згідно з регламентом змагань, на попередньому етапі 16 команд були поділені на 4 групи по 4 збірні, в яких змагалися за круговою системою. Команди, що посіли перші три місця в групі проходили у кваліфікаційний раунд. Останні команди в групах припиняли боротьбу за нагороди і потрапляли до втішного раунду, де змагалися за право залишитися на наступний рік в найсильнішому дивізіоні чемпіонатів світу.
У кваліфікаційному раунді 12 команд змагалися у двох групах (по 6 в кожній). Після ще трьох поєдинків на даному етапі, чотири перші команди в кожній групі потрапляли до чвертьфіналу. Інші чотири колективи припиняли участь в чемпіонаті.
Пари чвертьфіналістів утворювалися за наступним принципом: лідер однієї з кваліфікаційних груп грав з четвертою командою другої кваліфікаційної групи, 2-га — з 3-ю, 3-тя — з 2-ю і т. д. Переможці потрапляли до півфіналу, де розігрували путівку у фінал. Команди, що поступилися у півфінальних протистояннях грали матч за третє місце. А переможні 1/2 фіналу розігрували звання чемпіонів світу.
З 2007 року регламент був змінений. У випадку, якщо в основний час матчу зафіксована нічия, грають додаткові 5 хвилин (овертайм) до першої закинутої шайби у форматі 4х4. Якщо додатковий час не виявить переможця, то команди пробивають серію з 3 штрафних кидків (булітів). Якщо після 3 буллітів нічия, то пробиваються додаткові пари буллітів до першого різного результату (тобто до ситуації, коли одна команда свій булліт забила, а інша — ні). За перемогу в основний час команда отримує 3 очки, за перемогу в овертаймі чи за буллітами 2 очки; за поразку в овертаймі чи за буллітами 1 очко, за поразку в основний час 0 очок.

## Попередній раунд

### Група A
| Дата           | Стадіон   |           |   |           | Результат                   | Глядачі |
| -------------- | --------- | --------- | - | --------- | --------------------------- | ------- |
| 28 квітня 2007 | «Ходинка» | Швейцарія | – | Латвія    | 2:1 (0:0, 2:1, 0:0)         | 6.668   |
| 28 квітня 2007 | «Ходинка» | Швеція    | – | Італія    | 7:1 (2:1, 4:0, 1:0)         | 4.420   |
|                |           |           |   |           |                             |         |
| 30 квітня 2007 | «Ходинка» | Швейцарія | – | Італія    | 2:1 (1:0, 0:0, 1:1)         | 6.520   |
| 30 квітня 2007 | «Ходинка» | Латвія    | – | Швеція    | 2:8 (0:1, 0:3, 2:4)         | 5.250   |
|                |           |           |   |           |                             |         |
| 2 травня 2007  | «Ходинка» | Італія    | – | Латвія    | 4:3 ОТ (0:1, 1:0, 2:2, 1:0) | 6.180   |
| 2 травня 2007  | «Ходинка» | Швеція    | – | Швейцарія | 6:0 (0:0, 5:0, 1:0)         | 4.900   |

Підсумкова таблиця
| М | Збірна    | М | В | ВО | ПО | П | Ш     | О |
| - | --------- | - | - | -- | -- | - | ----- | - |
| 1 | Швеція    | 3 | 3 | 0  | 0  | 0 | 21: 3 | 9 |
| 2 | Швейцарія | 3 | 2 | 0  | 0  | 1 | 4: 8  | 6 |
| 3 | Італія    | 3 | 0 | 1  | 0  | 2 | 6:12  | 2 |
| 4 | Латвія    | 3 | 0 | 0  | 1  | 2 | 6:14  | 1 |

### Група B
| Дата           | Стадіон        |          |   |          | Результат           | Глядачі |
| -------------- | -------------- | -------- | - | -------- | ------------------- | ------- |
| 27 квітня 2007 | «Арена Митищі» | США      | – | Австрія  | 6:2 (3:1, 1:1, 2:0) | 1.900   |
| 27 квітня 2007 | «Арена Митищі» | Білорусь | – | Чехія    | 2:8 (1:4, 1:1, 0:3) | 5.400   |
|                |                |          |   |          |                     |         |
| 29 квітня 2007 | «Арена Митищі» | Чехія    | – | Австрія  | 6:1 (2:0, 1:1, 3:0) | 2.500   |
| 29 квітня 2007 | «Арена Митищі» | США      | – | Білорусь | 5:1 (3:0, 2:0, 0:1) | 3.600   |
|                |                |          |   |          |                     |         |
| 1 травня 2007  | «Арена Митищі» | Австрія  | – | Білорусь | 2:5 (1:2, 1:2, 0:1) | 4.700   |
| 1 травня 2007  | «Арена Митищі» | Чехія    | – | США      | 4:3 (1:0, 1:1, 2:2) | 6.100   |

Підсумкова таблиця
| М | Збірна   | М | В | ВО | ПО | П | Ш     | О |
| - | -------- | - | - | -- | -- | - | ----- | - |
| 1 | Чехія    | 3 | 3 | 0  | 0  | 0 | 18: 6 | 9 |
| 2 | США      | 3 | 2 | 0  | 0  | 1 | 14: 7 | 6 |
| 3 | Білорусь | 3 | 1 | 0  | 0  | 2 | 8:15  | 3 |
| 4 | Австрія  | 3 | 0 | 0  | 0  | 3 | 5:17  | 0 |

### Група C
| Дата           | Стадіон        |            |   |            | Результат           | Глядачі |
| -------------- | -------------- | ---------- | - | ---------- | ------------------- | ------- |
| 28 квітня 2007 | «Арена Митищі» | Німеччина  | – | Канада     | 2:3 (1:1, 1:1, 0:1) | 4.300   |
| 28 квітня 2007 | «Арена Митищі» | Словаччина | – | Норвегія   | 3:0 (2:0, 1:0, 0:0) | 2.800   |
|                |                |            |   |            |                     |         |
| 30 квітня 2007 | «Арена Митищі» | Словаччина | – | Німеччина  | 5:1 (1:0, 1:0, 3:1) | 3.800   |
| 30 квітня 2007 | «Арена Митищі» | Канада     | – | Норвегія   | 4:2 (2:1, 0:1, 2:0) | 3.300   |
|                |                |            |   |            |                     |         |
| 2 травня 2007  | «Арена Митищі» | Норвегія   | – | Німеччина  | 3:5 (0:2, 3:3, 0:0) | 2.200   |
| 2 травня 2007  | «Арена Митищі» | Канада     | – | Словаччина | 5:4 (1:1, 3:2, 1:1) | 6.500   |

Підсумкова таблиця
| М | Збірна     | М | В | ВО | ПО | П | Ш     | О |
| - | ---------- | - | - | -- | -- | - | ----- | - |
| 1 | Канада     | 3 | 3 | 0  | 0  | 0 | 12: 8 | 9 |
| 2 | Словаччина | 3 | 2 | 0  | 0  | 1 | 12: 6 | 6 |
| 3 | Німеччина  | 3 | 1 | 0  | 0  | 2 | 8:11  | 3 |
| 4 | Норвегія   | 3 | 0 | 0  | 0  | 3 | 5:12  | 0 |

### Група D
| Дата           | Стадіон   |           |   |           | Результат           | Глядачі |
| -------------- | --------- | --------- | - | --------- | ------------------- | ------- |
| 27 квітня 2007 | «Ходинка» | Україна   | – | Фінляндія | 0:5 (0:1, 0:3, 0:1) | 6.500   |
| 27 квітня 2007 | «Ходинка» | Росія     | – | Данія     | 9:1 (3:1, 5:0, 1:0) | 12.000  |
|                |           |           |   |           |                     |         |
| 29 квітня 2007 | «Ходинка» | Фінляндія | – | Данія     | 6:2 (3:1, 1:0, 2:1) | 6.620   |
| 29 квітня 2007 | «Ходинка» | Росія     | – | Україна   | 8:1 (2:1, 3:0, 3:0) | 14.000  |
|                |           |           |   |           |                     |         |
| 1 травня 2007  | «Ходинка» | Данія     | – | Україна   | 4:3 (3:2, 1:0, 0:1) | 6.720   |
| 1 травня 2007  | «Ходинка» | Фінляндія | – | Росія     | 4:5 (1:2, 0:2, 3:1) | 12.000  |

Підсумкова таблиця
| М | Збірна    | М | В | ВО | ПО | П | Ш     | О |
| - | --------- | - | - | -- | -- | - | ----- | - |
| 1 | Росія     | 3 | 3 | 0  | 0  | 0 | 22: 6 | 9 |
| 2 | Фінляндія | 3 | 2 | 0  | 0  | 1 | 15: 7 | 6 |
| 3 | Данія     | 3 | 1 | 0  | 0  | 2 | 7:18  | 3 |
| 4 | Україна   | 3 | 0 | 0  | 0  | 3 | 4:17  | 0 |

## Турнір на вибування
| Дата          | Стадіон        |          |   |          | Результат                   | Глядачі |
| ------------- | -------------- | -------- | - | -------- | --------------------------- | ------- |
| 4 травня 2007 | «Арена Митищі» | Австрія  | – | Норвегія | 2:3 ОТ (0:0, 1:2, 1:0, 0:1) | 1.500   |
| 4 травня 2007 | «Арена Митищі» | Латвія   | – | Україна  | 5:0 (2:0, 2:0, 1:0)         | 2.100   |
|               |                |          |   |          |                             |         |
| 6 травня 2007 | «Ходинка»      | Латвія   | – | Австрія  | 5:1 (1:0, 1:0, 3:1)         | 6.150   |
| 6 травня 2007 | «Арена Митищі» | Україна  | – | Норвегія | 3:2 (1:0, 1:2, 1:0)         | 1.700   |
|               |                |          |   |          |                             |         |
| 7 травня 2007 | «Ходинка»      | Австрія  | – | Україна  | 8:4 (3:1, 3:2, 2:1)         | 6.020   |
| 7 травня 2007 | «Арена Митищі» | Норвегія | – | Латвія   | 7:4 (3:2, 3:0, 1:2)         | 1.000   |

Підсумкова таблиця
| М | Збірна   | М | В | ВО | ПО | П | Ш     | О |
| - | -------- | - | - | -- | -- | - | ----- | - |
| 1 | Латвія   | 3 | 2 | 0  | 0  | 1 | 14: 8 | 6 |
| 2 | Норвегія | 3 | 1 | 1  | 0  | 1 | 12: 9 | 5 |
| 3 | Австрія  | 3 | 1 | 0  | 1  | 1 | 11:12 | 4 |
| 4 | Україна  | 3 | 1 | 0  | 0  | 2 | 7:15  | 3 |

## Кваліфікаційний раунд
Команди, що посіли перші три місця у попередньому раунді переходять у кваліфікаційний раунд. У кваліфікаційному раунді команди поділені на дві групи: команди із груп A і D у групу E, а команди із груп B і C — у групу F.
Команди, що посіли перші чотири місця в обох групах E і F переходять у раунд плей-оф.

### Група E
| Дата          | Стадіон   |           |   |           | Результат           | Глядачі |
| ------------- | --------- | --------- | - | --------- | ------------------- | ------- |
| 3 травня 2007 | «Ходинка» | Швейцарія | – | Фінляндія | 0:2 (0:0, 0:0, 0:2) | 5.010   |
| 3 травня 2007 | «Ходинка» | Данія     | – | Швеція    | 2:5 (2:2, 0:1, 0:2) | 3.800   |
|               |           |           |   |           |                     |         |
| 4 травня 2007 | «Ходинка» | Росія     | – | Італія    | 3:0 (0:0, 1:0, 2:0) | 10.100  |
|               |           |           |   |           |                     |         |
| 5 травня 2007 | «Ходинка» | Швейцарія | – | Данія     | 4:1 (1:0, 2:1, 1:0) | 6.200   |
| 5 травня 2007 | «Ходинка» | Фінляндія | – | Італія    | 3:0 (2:0, 0:0, 1:0) | 4.850   |
|               |           |           |   |           |                     |         |
| 6 травня 2007 | «Ходинка» | Росія     | – | Швейцарія | 6:3 (2:0, 1:1, 3:2) | 12.000  |
| 6 травня 2007 | «Ходинка» | Швеція    | – | Фінляндія | 1:0 (1:0, 0:0, 0:0) | 7.200   |
|               |           |           |   |           |                     |         |
| 7 травня 2007 | «Ходинка» | Італія    | – | Данія     | 2:5 (0:3, 2:0, 0:2) | 6.000   |
| 7 травня 2007 | «Ходинка» | Швеція    | – | Росія     | 2:4 (1:1, 1:1, 0:2) | 14.000  |

Підсумкова таблиця
| М | Збірна    | М | В | ВО | ПО | П | Ш     | О  |
| - | --------- | - | - | -- | -- | - | ----- | -- |
| 1 | Росія     | 5 | 5 | 0  | 0  | 0 | 27:10 | 15 |
| 2 | Швеція    | 5 | 4 | 0  | 0  | 1 | 21: 7 | 12 |
| 3 | Фінляндія | 5 | 3 | 0  | 0  | 2 | 15: 8 | 9  |
| 4 | Швейцарія | 5 | 2 | 0  | 0  | 3 | 9:16  | 6  |
| 5 | Данія     | 5 | 1 | 0  | 0  | 4 | 11:26 | 3  |
| 6 | Італія    | 5 | 0 | 0  | 0  | 5 | 4:20  | 0  |

### Група F
| Дата          | Стадіон        |            |   |            | Результат                   | Глядачі |
| ------------- | -------------- | ---------- | - | ---------- | --------------------------- | ------- |
| 3 травня 2007 | «Арена Митищі» | США        | – | Словаччина | 4:2 (2:1, 2:0, 0:1)         | 3.600   |
| 3 травня 2007 | «Арена Митищі» | Німеччина  | – | Чехія      | 2:0 (1:0, 0:0, 1:0)         | 2.600   |
|               |                |            |   |            |                             |         |
| 4 травня 2007 | «Ходинка»      | Канада     | – | Білорусь   | 6:3 (0:1, 5:0, 1:2)         | 6.200   |
|               |                |            |   |            |                             |         |
| 5 травня 2007 | «Арена Митищі» | США        | – | Німеччина  | 3:0 (1:0, 1:0, 1:0)         | 2.200   |
| 5 травня 2007 | «Арена Митищі» | Чехія      | – | Словаччина | 2:3 (1:0, 0:2, 1:1)         | 3.400   |
|               |                |            |   |            |                             |         |
| 6 травня 2007 | «Арена Митищі» | Словаччина | – | Білорусь   | 4:3 (1:1, 2:2, 1:0)         | 2.800   |
| 6 травня 2007 | «Арена Митищі» | Чехія      | – | Канада     | 3:4 ОТ (1:0, 1:1, 1:2, 0:1) | 6.500   |
|               |                |            |   |            |                             |         |
| 7 травня 2007 | «Арена Митищі» | Білорусь   | – | Німеччина  | 5:6 (2:3, 2:1, 1:2)         | 2.000   |
| 7 травня 2007 | «Арена Митищі» | Канада     | – | США        | 6:3 (4:0, 1:2, 1:1)         | 5.500   |

Підсумкова таблиця
| М | Збірна     | М | В | ВО | ПО | П | Ш     | О  |
| - | ---------- | - | - | -- | -- | - | ----- | -- |
| 1 | Канада     | 5 | 4 | 1  | 0  | 0 | 24:15 | 14 |
| 2 | США        | 5 | 3 | 0  | 0  | 2 | 18:13 | 9  |
| 3 | Словаччина | 5 | 3 | 0  | 0  | 2 | 18:15 | 9  |
| 4 | Чехія      | 5 | 2 | 0  | 1  | 2 | 17:14 | 7  |
| 5 | Німеччина  | 5 | 2 | 0  | 0  | 3 | 11:16 | 6  |
| 6 | Білорусь   | 5 | 0 | 0  | 0  | 5 | 14:29 | 0  |

## Плей-оф
| Дата              | Стадіон   |        |   |            | Результат                       | Глядачі |
| ----------------- | --------- | ------ | - | ---------- | ------------------------------- | ------- |
| Чвертьфінали      |           |        |   |            |                                 |         |
| 9 травня 2007     | «Ходинка» | Росія  | – | Чехія      | 4:0 (1:0, 0:0, 3:0)             | 12.000  |
| 9 травня 2007     | «Ходинка» | Швеція | – | Словаччина | 7:4 (1:2, 3:0, 3:2)             | 7.000   |
|                   |           |        |   |            |                                 |         |
| 10 травня 2007    | «Ходинка» | Канада | – | Швейцарія  | 5:1 (1:0, 2:1, 2:0)             | 6.000   |
| 10 травня 2007    | «Ходинка» | США    | – | Фінляндія  | 4:5 Б (0:1, 3:3, 1:0, 0:0, 0:1) | 6.500   |
|                   |           |        |   |            |                                 |         |
|                   |           |        |   |            |                                 |         |
| Півфінали         |           |        |   |            |                                 |         |
| 12 травня 2007    | «Ходинка» | Росія  | – | Фінляндія  | 1:2 ОТ (1:1, 0:0, 0:0, 0:1)     | 12.000  |
| 12 травня 2007    | «Ходинка» | Канада | – | Швеція     | 4:1 (3:0, 1:1, 0:0)             | 8.000   |
|                   |           |        |   |            |                                 |         |
|                   |           |        |   |            |                                 |         |
| Матч за 3-є місце |           |        |   |            |                                 |         |
| 13 травня 2007    | «Ходинка» | Росія  | – | Швеція     | 3:1 (2:0, 1:0, 0:1)             | 7.500   |
|                   |           |        |   |            |                                 |         |
|                   |           |        |   |            |                                 |         |
| Фінал             |           |        |   |            |                                 |         |
| 13 травня 2007    | «Ходинка» | Канада | – | Фінляндія  | 4:2 (2:0, 1:0, 1:2)             | 12.000  |

## Підсумкова таблиця
|    | Канада     |
|    | Фінляндія  |
|    | Росія      |
| 4  | Швеція     |
| 5  | США        |
| 6  | Словаччина |
| 7  | Чехія      |
| 8  | Швейцарія  |
| 9  | Німеччина  |
| 10 | Данія      |
| 11 | Білорусь   |
| 12 | Італія     |
| 13 | Латвія     |
| 14 | Норвегія   |
| 15 | Австрія    |
| 16 | Україна    |

| Вибули:  | Австрія, Україна  |
| Прийшли: | Словенія, Франція |

## Статистика

### Найкращі бомбардири
| Гравець          | М | Г | П  | О  | +/− | ШХ |
| ---------------- | - | - | -- | -- | --- | -- |
| Йоган Давідссон  | 9 | 7 | 7  | 14 | +3  | 2  |
| Олексій Морозов  | 7 | 8 | 5  | 13 | +9  | 6  |
| Сергій Зинов'єв  | 9 | 3 | 10 | 13 | +10 | 12 |
| Метью Ломбарді   | 9 | 6 | 6  | 12 | +4  | 4  |
| Даніс Заріпов    | 9 | 3 | 9  | 12 | +10 | 6  |
| Рік Неш          | 9 | 6 | 5  | 11 | +8  | 4  |
| Олександр Фролов | 9 | 5 | 6  | 11 | +4  | 0  |
| Маріан Габорик   | 6 | 5 | 6  | 11 | +6  | 14 |
| Тоні Мортенссон  | 9 | 4 | 7  | 11 | +8  | 8  |
| Лі Стемпняк      | 7 | 6 | 4  | 10 | +2  | 27 |

### Найкращі воротарі
Список п'яти найращих воротарів, сортованих за відсотком відбитих кидків. У список включені лише ті гравці, які провели щонайменш 40 % хвилин.
| Гравець            | ЧНЛ | К   | ГП | СП   | %ВК  | ША |
| ------------------ | --- | --- | -- | ---- | ---- | -- |
| Олександр Єременко | 366 | 139 | 6  | 0.98 | 95.7 | 2  |
| Кем Ворд           | 300 | 129 | 11 | 2.20 | 91.5 | 0  |
| Карі Лехтонен      | 374 | 138 | 12 | 1.93 | 91.3 | 1  |
| Двейн Ролосон      | 240 | 111 | 10 | 2.50 | 91.0 | 0  |
| Йонас Гіллер       | 359 | 167 | 15 | 2.51 | 91.0 | 0  |

ЧНЛ = часу на льоду (хвилини: секунди); КП = кидки; ГП = голів пропушено; СП = Середня кількість пропущених шайб; %ВК = відбитих кидків (у %); ША = шатаути

## Найкращі гравці чемпіонату світу
Найкращими гравцями були обрані (Директорат турніру):
Воротар  Карі Лехтонен
Захисник  Андрій Марков
Нападник  Олексій Морозов
Найкращі гравці за версією журналістів:
Воротар  Карі Лехтонен
Захисники  Андрій Марков —  Петтері Нуммелін
Нападники  Євген Малкін —  Олексій Морозов —  Рік Неш
Найцінніший гравець Рік Неш